# Lonchaea macrocercosa
Lonchaea macrocercosa är en tvåvingeart som beskrevs av Macgowan 2004. Lonchaea macrocercosa ingår i släktet Lonchaea och familjen stjärtflugor.
Artens utbredningsområde är Taiwan. Inga underarter finns listade i Catalogue of Life.